# Torreauzo
Torreauzo es una entidad de población española del municipio de Oñate, perteneciente a la provincia de Guipúzcoa, en la comunidad autónoma del País Vasco. En 2022, la entidad singular de población tenía empadronados 39 habitantes y el núcleo de población, veintiséis.